# Arrampicata sportiva ai Giochi della XXXIII Olimpiade - Boulder e Lead maschile
Le gare di boulder e lead maschile ai Giochi della XXXIII Olimpiade si sono svolte presso il comune di Le Bourget dal 5 al 9 agosto 2024.
La competizione è stata vinta dall'inglese Toby Roberts, mentre il giapponese Sorato Anraku e l'austriaco Jakob Schubert sono stati premiati rispettivamente con la medaglia d'argento e di bronzo.

## Programma
| Data          | Ora (UTC+2) | Evento               |
| ------------- | ----------- | -------------------- |
| 5 agosto 2024 | 10:00       | Semifinale - Boulder |
| 7 agosto 2024 | 10:00       | Semifinale - Lead    |
| 9 agosto 2024 | 10:15       | Finale - Boulder     |
| 9 agosto 2024 | 12:35       | Finale - Lead        |

## Risultati

### Semifinale del Boulder
Fonte:
| Pos. | Atleta                 | Nazione       | Boulder | Boulder | Boulder | Boulder | Totale |
| Pos. | Atleta                 | Nazione       | 1       | 2       | 3       | 4       | Totale |
| ---- | ---------------------- | ------------- | ------- | ------- | ------- | ------- | ------ |
| 1    | Sorato Anraku          | Giappone      | 24.9    | 25.0    | 9.5     | 9.6     | 69.0   |
| 2    | Tomoa Narasaki         | Giappone      | 9.8     | 10.0    | 9.8     | 24.8    | 54.4   |
| 3    | Toby Roberts           | Gran Bretagna | 9.8     | 9.7     | 9.9     | 24.7    | 54.1   |
| 4    | Sam Avezou             | Francia       | 10.0    | 10.0    | 4.8     | 24.4    | 49.2   |
| 5    | Adam Ondra             | Rep. Ceca     | 9.6     | 9.6     | 4.7     | 24.8    | 48.7   |
| 6    | Jakob Schubert         | Austria       | 24.9    | 9.9     | 5.0     | 4.9     | 44.7   |
| 7    | Hannes Van Duysen      | Belgio        | 10.0    | 9.8     | 4.8     | 9.7     | 34.3   |
| 8    | Hamish McArthur        | Gran Bretagna | 9.9     | 10.0    | 9.3     | 5.0     | 34.2   |
| 9    | Paul Jenft             | Francia       | 4.9     | 9.9     | 9.8     | 9.5     | 34.1   |
| 10   | Dohyun Lee             | Corea del Sud | 9.6     | 9.9     | 9.5     | 5.0     | 34.0   |
| 11   | Colin Duffy            | Stati Uniti   | 10.0    | 9.9     | 9.1     | 4.8     | 33.8   |
| 12   | Yannick Flohé          | Germania      | 10.0    | 10.0    | 4.9     | 4.8     | 29.7   |
| 13   | Pan Yufei              | Cina          | 4.9     | 9.6     | 5.0     | 9.5     | 29.0   |
| 14   | Alberto Ginés López    | Spagna        | 9.9     | 9.7     | 4.1     | 5.0     | 28.7   |
| 15   | Alexander Megos        | Germania      | 5.0     | 9.7     | 5.0     | 5.0     | 24.7   |
| 16   | Sascha Lehmann         | Svizzera      | 4.5     | 5.0     | 9.5     | 5.0     | 24.0   |
| 17   | Luka Potočar           | Slovenia      | 0.0     | 9.6     | 5.0     | 5.0     | 19.6   |
| 18   | Jesse Grupper          | Stati Uniti   | 0.0     | 9.6     | 4.5     | 4.8     | 18.9   |
| 19   | Campbell Harrison      | Australia     | 0.0     | 4.4     | 0.0     | 5.0     | 9.4    |
| 20   | Mel Janse van Rensburg | Sudafrica     | 0.0     | 0.0     | 4.7     | 4.7     | 9.4    |

### Semifinale del Lead
Fonte:
| Rank | Athlete                | Nazione       | Punti |
| ---- | ---------------------- | ------------- | ----- |
| 1    | Alberto Ginés López    | Spagna        | 72.0  |
| 2    | Toby Roberts           | Gran Bretagna | 68.1  |
| 2    | Adam Ondra             | Rep. Ceca     | 68.1  |
| 4    | Sorato Anraku          | Giappone      | 68.0  |
| 5    | Paul Jenft             | Francia       | 57.0  |
| 6    | Jakob Schubert         | Austria       | 54.1  |
| 6    | Colin Duffy            | Stati Uniti   | 54.1  |
| 8    | Hamish McArthur        | Gran Bretagna | 45.1  |
| 9    | Yannick Flohé          | Germania      | 39.1  |
| 10   | Pan Yufei              | Cina          | 30.1  |
| 11   | Alexander Megos        | Germania      | 24.0  |
| 11   | Luka Potočar           | Slovenia      | 24.0  |
| 13   | Campbell Harrison      | Australia     | 14.0  |
| 14   | Sam Avezou             | Francia       | 12.1  |
| 14   | Sascha Lehmann         | Svizzera      | 12.1  |
| 14   | Tomoa Narasaki         | Giappone      | 12.1  |
| 17   | Dohyun Lee             | Corea del Sud | 12.0  |
| 17   | Jesse Grupper          | Stati Uniti   | 12.0  |
| 17   | Hannes Van Duysen      | Belgio        | 12.0  |
| 20   | Mel Janse van Rensburg | Sudafrica     | 7.1   |

### Classifica complessiva semifinale
A seguito della semifinale del boulder e del lead, i punteggi ottenuti da ogni atleta sono stati sommati e combinati in un unico punteggio complessivo. I migliori otto si sono qualificati per la finale.
| Pos. | Atleta                 | Nazionalità   | Boulder | Boulder | Boulder | Boulder | Boulder | Lead | Tot.  | Note |
| Pos. | Atleta                 | Nazionalità   | 1       | 2       | 3       | 4       | P       | P    | Tot.  | Note |
| ---- | ---------------------- | ------------- | ------- | ------- | ------- | ------- | ------- | ---- | ----- | ---- |
| 1    | Sorato Anraku          | Giappone      | 24.9    | 25.0    | 9.5     | 9.6     | 69.0    | 68.1 | 137.1 | Q    |
| 2    | Toby Roberts           | Gran Bretagna | 9.8     | 9.7     | 9.9     | 24.7    | 54.1    | 68.1 | 122.2 | Q    |
| 3    | Adam Ondra             | Rep. Ceca     | 9.6     | 9.6     | 4.7     | 24.8    | 48.7    | 68.1 | 116.8 | Q    |
| 4    | Alberto Gines Lopez    | Spagna        | 9.9     | 4.7     | 4.1     | 5.0     | 28.7    | 72.0 | 100.7 | Q    |
| 5    | Jakob Schubert         | Austria       | 24.9    | 9.9     | 5.0     | 4.9     | 44.7    | 54.1 | 98.8  | Q    |
| 6    | Paul Jenft             | Francia       | 4.9     | 9.9     | 9.8     | 9.5     | 34.1    | 57.0 | 91.1  | Q    |
| 7    | Colin Duffy            | Stati Uniti   | 10.0    | 9.9     | 9.1     | 4.8     | 33.8    | 54.1 | 87.9  | Q    |
| 8    | Hamish McArthur        | Gran Bretagna | 9.9     | 10.0    | 9.3     | 5.0     | 34.2    | 45.1 | 78.3  | Q    |
| 9    | Yannick Flohe          | Germania      | 10.0    | 10.0    | 4.9     | 4.8     | 29.7    | 39.1 | 68.8  |      |
| 10   | Tomoa Narasaki         | Giappone      | 9.8     | 10.0    | 9.8     | 24.8    | 54.4    | 12.1 | 66.5  |      |
| 11   | Sam Avezou             | Francia       | 10.0    | 10.0    | 4.8     | 24.4    | 49.2    | 12.1 | 61.3  |      |
| 12   | Yufei Pan              | Cina          | 4.9     | 9.6     | 5.0     | 9.5     | 29.0    | 30.1 | 59.1  |      |
| 13   | Megos Alexander        | Germania      | 5.0     | 9.7     | 5.0     | 5.0     | 24.7    | 24.0 | 48.7  |      |
| 14   | Hannes Van Duysen      | Belgio        | 10.0    | 9.8     | 4.8     | 9.7     | 34.3    | 12.0 | 46.3  |      |
| 15   | Dohyun Lee             | Corea del Sud | 9.6     | 9.9     | 9.5     | 5.0     | 34.0    | 12.0 | 46.0  |      |
| 16   | Luka Potocar           | Slovenia      | 0.0     | 9.6     | 4.5     | 4.8     | 19.6    | 24.0 | 43.6  |      |
| 17   | Sascha Lehmann         | Svizzera      | 4.5     | 5.0     | 9.5     | 5.0     | 24.0    | 12.1 | 36.1  |      |
| 18   | Jesse Grupper          | Stati Uniti   | 0.0     | 9.6     | 4.5     | 4.8     | 18.9    | 12.0 | 30.9  |      |
| 19   | Campbell Harrison      | Australia     | 0.0     | 4.4     | 0.0     | 5.0     | 9.4     | 14.0 | 23.4  |      |
| 20   | Mel Janse van Rensburg | Sudafrica     | 0.0     | 0.0     | 4.7     | 4.7     | 9.4     | 7.1  | 16.5  |      |

### Finale
Fonte:
| Pos.    | Atleta              | Nazionalità   | Boulder | Boulder | Boulder | Boulder | Boulder | Lead | Tot   |
| Pos.    | Atleta              | Nazionalità   | 1       | 2       | 3       | 4       | P       | P    | Tot   |
| ------- | ------------------- | ------------- | ------- | ------- | ------- | ------- | ------- | ---- | ----- |
| Oro     | Toby Roberts        | Gran Bretagna | 24.4    | 9.0     | 24.8    | 4.9     | 63.1    | 92.1 | 155.2 |
| Argento | Sorato Anraku       | Giappone      | 25.0    | 24.6    | 9.9     | 9.8     | 69.3    | 76.1 | 145.4 |
| Bronzo  | Jakob Schubert      | Austria       | 24.7    | 9.3     | 0.0     | 9.6     | 43.6    | 96.0 | 139.6 |
| 4       | Colin Duffy         | Stati Uniti   | 24.4    | 9.6     | 9.8     | 24.5    | 68.3    | 68.1 | 136.4 |
| 5       | Hamish McArthur     | Gran Bretagna | 24.8    | 9.8     | 9.9     | 9.4     | 53.9    | 72.0 | 125.9 |
| 6       | Adam Ondra          | Rep. Ceca     | 9.5     | 9.8     | 0.0     | 4.8     | 24.1    | 96.0 | 120.1 |
| 7       | Alberto Gines Lopez | Spagna        | 0.0     | 4.7     | 9.8     | 9.6     | 24.1    | 92.1 | 116.2 |
| 8       | Paul Jenft          | Francia       | 4.9     | 9.7     | 0.0     | 4.8     | 24.4    | 54.0 | 78.4  |